# Черьомушкін (Адигея)
Черьомушкін (рос. Черёмушкин; адиг. Черемушкин) — хутір Гіагінського району Адигеї Росії. Входить до складу Гіагінського сільського поселення.
Населення —  88 осіб (2015 рік).